# Chlumec (okres Český Krumlov)
Obec Chlumec se nachází v okrese Český Krumlov, kraj Jihočeský. Žije zde 108 obyvatel.

## Části obce
- Chlumec
- Krnín

## Historie

### Osada Chlumec
V písemnostech českokrumlovského archivu se uvádí v roce 1445 v Chlumci tři usedlosti a jedna chalupa s celkovou výměrou pozemků 4 1/4 lánu (cca 85 ha). Koncem 16. století zde bylo již 7 usedlostí s celkovou výměrou cca 140 ha půdy. Poddaní platili rentu a odváděli naturálie a robotovali na blízkých dvorech. Desátek odváděli církvi do Kamenného Újezda.
Vývoj názvu osad Chlumec a Krnín: 1483, 1541 – Chlumecz, 1720 – Kuntzen, 1789 – Kunzen, Chunzen, 1841 – Chumzen (Chumec), 1854 – Chumec, Chunzen.

### Obec Chlumec
V roce 1924 se osady Chlumec a Krnín odloučily od obce Dolní Třebonín. Historicky prvním starostou samostatné obce Chlumec se stal sedlák František Mojžíš (v letech 1924–1928). V této době byla celková výměra půdy v obci 311,8 ha, žilo zde 64 obyvatel (včetně námezdních pracovníků) na 16 usedlostech. Při slučování obcí v roce 1942 byla obec Chlumec opět připojena k Dolnímu Třebonínu.
Po květnovém osvobození roku 1945 byl 31. července 1945 ustanoven MNV Chlumec v počtu 9 členů. Prvním předsedou byl Matouš Klíma z Krnína. Po únoru 1948 se vlivem nastolení komunismu složení MNV často měnilo. Koncem roku 1950 žilo v obci Chlumec (osady Chlumec a Krnín) 81 obyvatel a výměra zemědělské půdy činila 262,3 ha. V padesátých letech byly dvě rodiny z největších usedlostí v Chlumci pro výstrahu vyhnány a komunistický režim tak mohl předvést svou sílu. V roce 1963 byla obec Chlumec připojena k obci Záluží. V roce 1970 žilo v osadách Clumec a Krnín celkem 71 obyvatel.
Po roce 1989 se dne 5. prosince 1990 konalo ustavující zasedání obecního zastupitelstva (9 členů). Prvním starostou Obce Chlumec v postkomunistické éře se stal Václav Bürger.
Chronologický přehled jednotlivých starostů dle zápisů prvního dílu obecní kroniky a dle pamětí pana Ladislava Burgera z Chlumce: 1924–1928 František Mojžíš, 1928–1942 Vojtěch Talíř, 1943–1945 obec zrušena (pod německou správou v Dolním Třeboníně), 1945–1947 Matouš Klíma, 1947–1948 František Vyžrálek, 1948–1949 Václav Talíř (odvolán na návrh okresního výboru NF), 1949–1950 Jan Janás (zde končí zápisy prvního dílu obecní kroniky), Jan Bohdal, Ladislav Talíř, 1957–1960 Josef Duda, 1960–1962 Miloš Vrchota (obec Chlumec sloučena se Zálužím), 1990–1995 Václav Burger (prvním starostou obce v postkomunistické éře, započatí druhého dílu obecní kroniky), 1996–2006 Václav Klíma, od 2006 Ing. Petr Bürger.

### Zajímavosti z historie
V Chlumci postavil podnikavý zemědělec Jan Janás čp. 7 v roce 1930 výčepní kiosek a získal hostinskou činnost.
Nad obcí Chlumec je kopec „Věncova hora“. Na tomto místě existovalo v širokém okolí známé divadlo – lesní amfiteátr „Háječek“ nebo též lesní parket „Na kopcích“. Vzniklo poté, co vichřice část lesního porostu povalila a občan Jan Janás čp. 7 na vykáceném polomu postavil dřevěné pódium a vedle dřevěnou boudu. Okolní porost upravil a postavil jednoduché lavičky. Divadelní soubor tvořili mladí lidé z okolních obcí. Nejhranějším představením byla opereta U panského dvora. Hudbu zajišťovali Konopáci nebo Jiholenka. Dnes je na místě bývalého divadla jen hustý porost.
Na obec docházel okresní instruktor Kácha, který byl příznivcem kina, přesvědčil proto obecní radu, aby koupila promítací přístroj. Poté začalo půjčování a promítání filmů, jenže promítací místnost byla pouze kancelář v čp. 6, která byla nedostačující. V létě se tedy sehnalo pár prken, udělalo se několik jednoduchých laviček na návsi a pověsilo se promítací plátno mezi dvě lípy u křížku na návsi. Toto letní kino bylo hojně navštěvované.
V roce 1947 byla v Chlumci zavedena elektřina. Obec Chlumec dostala v roce 1948 na slavnosti v Háječku poukaz z okresu na vybudování obecní prádelny. Pro prádelnu byl vybrán dům čp. 6 (Borovkovina), kde byl později umístěn též obecní úřad.
Starosta obce Janás byl také členem okresního zastupitelstva. Využil svého vlivu a známostí a pro obec získal v roce 1949 zařízeni pro místní rozhlas. Zařízení se skládalo z rádia, gramofonu, zesilovače, mikrofonu a pěti reproduktorů.
21. března 1974 při návratu z úkolu akrobacie došlo na okruhu letiště v Českých Budějovicích k vysazení motoru vojenského letadla MiG-21, které následně havarovalo pouhých 20 m od tehdejší novostavby rodinného domu čp. 19 v Chlumci. Pilot mjr. Miloslav Martenek se katapultoval nedaleko osady Opalice. Nikdo nebyl zraněn.